# Медаль «Ракша»
Медаль «Ракша» (хинди रक्षा पदक, англ. Raksha Medal) — военная государственная награда Индии, учреждённая для поощрения военнослужащих, полицейских и сотрудников парамилитарных формирований, участвовавших в индо-пакистанской войне 1965 года. Медаль была учреждена 26 января 1967 года президентом Индии, с последующими изменениями в статуте 22 июля 1968 и 14 декабря 1971 года. Как и некоторые другие индийские награды, медаль «Ракша» часто изготавливалась локально, что привело к значительным вариациям в дизайне и качестве исполнения.

## История
Медаль «Ракша» была учреждена в знак признания заслуг участников Второй Индо-Пакистанской войны войны 1965 года. В отличие от многих других военных наград, её производство не всегда было централизованным: полицейские и парамилитарные подразделения могли заказывать медали у независимых производителей или приобретать их самостоятельно.

## Описание
Медаль круглой формы, диаметром 36 мм, изготавливалась bpo медно-никелевого сплава. В центре аверса изображён государственный герб Индии. Под гербом надпись на хинди सत्यमेव जयते — национальный девиз Индии «Только правда торжествует». На аверсе изображёно восходящее Солнце с полувенком в нижней части. В верхней части расположена надпись на хинди «Raksha Medal / 1965». На гурт медали, как правило, наносится имя награждённого. Подвеска выполнена в виде прямой планки. Шёлковая лента, шириной 31,5 мм, оранжевого цвета с тремя равномерно распределёнными полосами красного, тёмно-синего и светло-синего цветов (по 3,5 мм каждая).

## Порядок награждения
Медаль вручалась военнослужащим, полицейским и членам парамилитарных формирований, принимавшим участие в боевых действиях во время войны 1965 года. Точные критерии награждения могли варьироваться в зависимости от рода войск и подразделения.